# Veles (divinità)
Veles (in cirillico: Велес; in polacco Weles; in antico russo e antico slavo ecclesiastico: Велесъ) altresì conosciuto come Volos è un importante dio della terra, delle acque e degli Inferi, appartenente al pantheon slavo ed associato ai lupi, al bestiame, alla magia, ai musicisti, alla ricchezza ed all'inganno.
È l'antagonista del supremo dio del tuono Perun, la cui battaglia contro di esso costituisce uno dei più importanti miti della mitologia slava.
Il culto del dio Veles si è protratto più a lungo nelle culture degli Slavi balcanici e dei Carpazi. In seguito alla conversione al cristianesimo gli Slavi proiettarono le caratteristiche e l'ammirazione per il dio Veles su San Biagio (conosciuto come Vlasije o Blaž).

## Etimologia
L'etimologia di Veles è probabilmente la stessa di Vala (Varuṇa) il nemico del vedico dio del tuono Indra, e di Vels (o Velinas) un diavolo della mitologia baltica nemico di Perkūnas (anch'esso dio del tuono), così come del nordico Vǫlsi "priapo". Una delle ipotesi è che il nome derivi dalla radice protoindoeuropea *wel-, che significa coprire o lana; questo porterebbe a pensare ad una parentela con il termine inglese "wool" (che significa appunto lana).
Il nome potrebbe anche essere collegato con i termini vol, bue (lingue slave meridionali e russo) e volos, capelli/peli (russo).

## Fonti e riscontri storici
Le ricostruzioni speculano che la figura di Veles possa essere la continuazione di alcuni aspetti della religione proto-indoeuropea, si tratta inoltre di una delle poche divinità slave per le quali si possano trovare tracce di offerte religiose in tutte le nazioni appartenenti all'area. La Cronaca degli anni passati, resoconto storico dell'antica Rus' di Kiev, è la prima e più importante fonte a menzionare svariate volte un dio chiamato Volos; in questo caso si riferisce a lui come un dio del bestiame e dei contadini, che punisce con malattie coloro che rompono i giuramenti.
Nella tarda metà del decimo secolo, Veles era uno dei sette dei le cui statue vennero erette da Vladimir I di Kiev sulla collina dove si trovava il suo castello; degno di nota è il fatto che la statua di Veles apparentemente non si trovava assieme alle altre, bensì giù in città, nel posto dove si teneva il mercato. Questo non solo indica che era connesso col commercio ma mostra anche che il suo culto doveva essere tenuto separato dagli altri: questi ultimi in alto, sulla cima della collina, Veles in basso, in pianura.

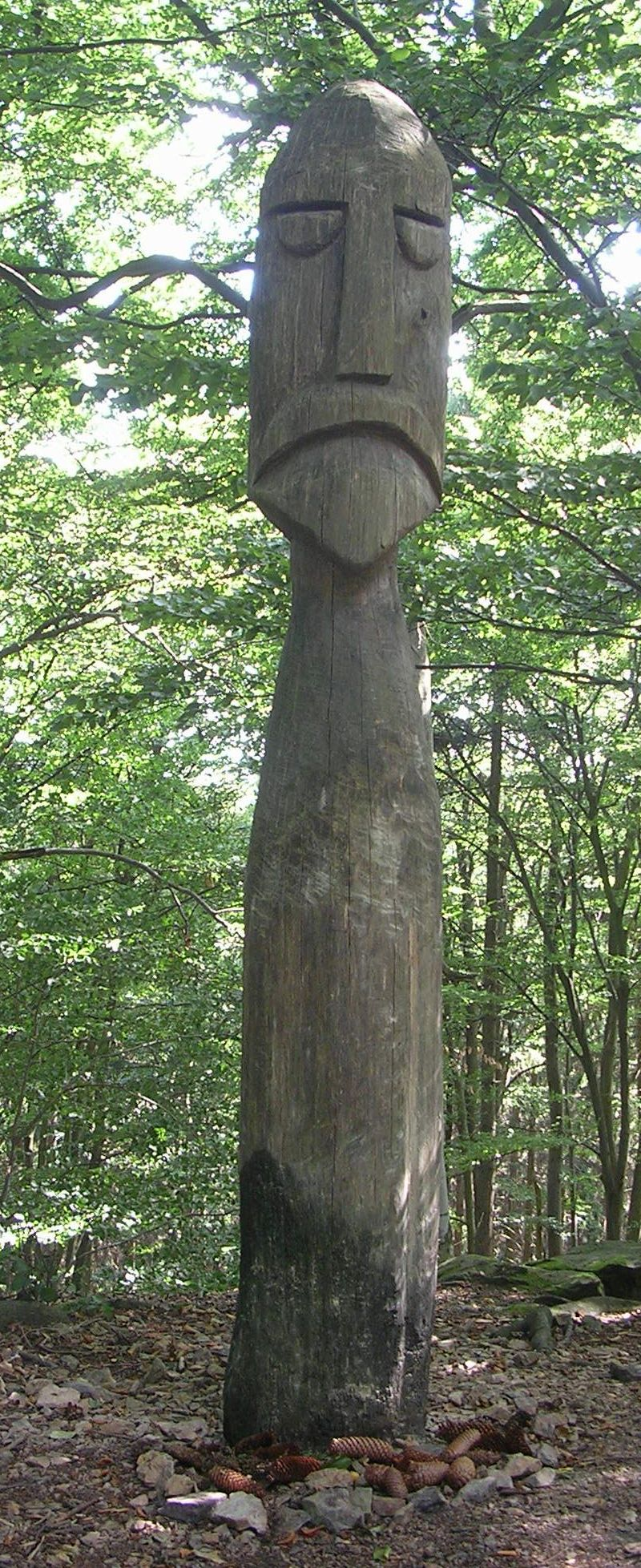
Statua di Veles sul monte Velíz, nella Repubblica Ceca

Un fenomeno simile si può osservare presso alcuni toponimi slavi meridionali come ad esempio nell'omonima città di Veles in Macedonia del Nord, sopra la quale incombe la collina di Sant'Elia oppure a Volosko, in Croazia, situata sulla costa sotto il picco del monte Učka, soprannominato Perun. Tra gli slavi occidentali, invece, il nome viene riscontrato principalmente in resoconti cechi del XV e XVI secolo, nei quali significa sia drago che diavolo.

## Il mito della tempesta
I filologi russi Vjačeslav Vsevolodovič Ivanov e Vladimir Toporov ricostruirono la mitica battaglia tra Perun e Veles attraverso studi comparativi di varie mitologie indoeuropee ed un gran numero di storie e canzoni popolari slave. La battaglia tra un dio del tuono ed un enorme lindworm (drago serpentiforme) è una caratteristica unificante di tutte le mitologie indoeuropee: nella versione slava del mito, Perun è il dio del tuono, mentre Veles si comporta come un drago che si oppone a lui (il che per inciso renderebbe compatibile la sopracitata etimologia che lo accosta a Vala).
All'origine dello scontro tra le due divinità c'è il furto del figlio (o della moglie, o del bestiame) di Perun per mano di Veles; tale gesto è tra l'altro anche un atto di sfida: Veles, in forma di grande serpente, striscia fuori dalle caverne del mondo sotterraneo e sale avvolgendosi attorno all'albero del mondo verso i domini celesti di Perun, provocando la reazione di quest'ultimo che lo attacca con le sue saette. Veles scappa, si nasconde (o si trasforma in un albero, animale o persona) ma alla fine viene ucciso e, in questa morte rituale, qualsiasi cosa abbia rubato viene rilasciata dal suo corpo distrutto in forma di pioggia che cade dal cielo.
Il mito della tempesta, come viene generalmente chiamato dagli studiosi al giorno d'oggi, serviva agli antichi slavi per spiegare il cambiamento delle stagioni: i periodi secchi venivano interpretati come il caos risultante dal furto di Veles, tempeste e fulmini erano visti come battaglie divine e la conseguente pioggia era il trionfo di Perun su Veles nonché il ristabilimento dell'ordine delle cose. Essendo un mito ciclico (si ripeteva ogni anno) la morte di Veles non era mai permanente, ed esso si riformava sotto forma di serpente che mutava la pelle e rinasceva in un nuovo corpo.
Sebbene in questo mito abbia il ruolo negativo di portatore di caos, Veles non era visto come un dio malvagio dagli antichi slavi: in molte storie popolari russe, appare nei panni di San Nicola, e salva il povero contadino ed il suo bestiame dal furioso e distruttivo Sant'Elia il tonante, che ovviamente rappresenta l'antico Perun. In aggiunta, va anche detto che la dicotomia ed il conflitto tra Perun e Veles non rappresentano lo scontro dualistico tra bene e male ma piuttosto l'opposizione tra i principi naturali di terra, acqua e sostanza (Veles) contro il cielo, il fuoco e lo spirito (Perun).

## I molteplici aspetti di Veles

### Dio degli inferi e della morte
Gli antichi slavi immaginavano il loro mondo come un enorme albero, con la punta ed i rami rappresentanti la dimora celeste degli dei ed il mondo dei mortali; sul ramo più alto dell'albero sedeva Perun, visto come un falco o un'aquila e considerato il regnante dei cieli e del mondo vivente. Per contro le radici erano gli inferi, attorno alle quali era arrotolato Veles, un grande serpente che regnava sul mondo dei morti; l'oltretomba era a dire il vero un luogo piuttosto piacevole, descritto nelle storie popolari come un mondo verde e bagnato fatto di pianure erbose e dall'eterna primavera, dove dimoravano varie fantastiche creature e dove gli spiriti dei defunti vegliavano sulle mandrie di Veles. Secondo le storie popolari questa terra era chiamata Virey o Iriy, si trovava "dall'altra parte del mare", ed era la meta invernale degli uccelli migratori; vi risiedeva a sua volta durante l'inverno il dio della fertilità e della vegetazione, Jarilo, che ogni anno tornava e riportava la primavera nel mondo dei vivi.
Veles mandava anche regolarmente gli spiriti dei morti nel mondo dei vivi come suoi messaggeri, a questo proposito venivano tenute feste in suo onore verso la fine dell'anno, in inverno, quando secondo gli slavi i confini tra il mondo dei vivi e quello dei morti si affievolivano, e gli spiriti ancestrali tornavano tra i viventi. Si tratta dell'antica festa pagana Velja noc (Grande notte), il cui retaggio persiste ancora in molti paesi slavi sotto il nome di Koleda, una specie di combinazione tra carnevale e halloween, che può essere festeggiata da natale fino alla fine di febbraio.
Durante la Velja noc giovani uomini, chiamati koledari o vucari, si vestivano con lunghi cappotti di lana di pecora e indossavano maschere grottesche, girovagando attorno ai villaggi in gruppi, facendo molto baccano e cantando canzoni nelle quali dicevano di aver viaggiato per un lungo tragitto e che erano tutti bagnati e infangati; quest'ultima era una chiara allusione al bagnato oltretomba di Veles dal quale venivano sotto forma di fantasmi. Il padrone di ogni casa che visitavano li accoglieva caldamente e si presentava con doni che si credeva venissero passati a Veles (il che lo rende molto simile ad un drago che accumula tesori). I doni assicuravano buona sorte e ricchezza alla casa e alla famiglia per tutto l'anno mentre, come si può evincere dalla Cronaca degli anni passati, incollerire Veles avrebbe portato ad essere colpiti da malattie.

### Dio della magia e dei musicisti
La natura maliziosa di Veles è evidente sia nel suo ruolo nel mito della tempesta, sia nelle usanze degli sciamani Koledari, nel suo ruolo di dio imbroglione è per alcuni versi simile sia al greco Ermes che allo scandinavo Loki, e come loro era connesso con la magia. La parola volhov, presumibilmente derivata dal suo nome, in alcune lingue slave significa ancora ai giorni nostri stregone, mentre nel medievale Canto della schiera di Igor, il personaggio Bojan il mago viene chiamato "nipote di Veles". Dal momento che la magia era ed è strettamente legata alla musica nelle società primitive, Veles era altresì considerato il protettore dei musicisti viaggiatori: fino al ventesimo secolo in alcune cerimonie nuziali della Croazia settentrionale la musica non cominciava fino a che lo sposo, facendo un brindisi, non versava del vino a terra, preferibilmente sulle radici dell'albero più vicino. Il simbolismo del gesto è chiaro: i musicisti non canteranno fino a che non verrà fatto un brindisi alla loro divinità protettrice.

### Dio del bestiame e della ricchezza
La principale funzione pratica di Veles era proteggere il bestiame delle tribù slave, tanto che spesso ci si riferiva a lui come skotji bog, cioè "dio-bestiame". Uno dei suoi attributi erano le corna di toro o ariete (o di un altro erbivoro addomesticato) e probabilmente anche la lana di pecora. Come già menzionato, Veles era il dio della magia, e secondo alcuni resoconti popolari l'espressione presti vunu (tessere la lana) o, in particolare, crnu vunu presti (tessere la lana nera) è un'allusione alle arti magiche, come in alcune canzoni koledo, dove i koledari cantavano di venire tessendo lana nera.
Veles era ovviamente considerato anche protettore dei pastori, il che rivela un ulteriore tratto di inimicizia con Perun che, essendo portatore di pioggia, era il dio dei contadini. Non è da escludere comunque anche qualche influenza sull'agricoltura, o almeno sui raccolti: in molti paesi slavi, soprattutto in Russia, rimase a lungo la tradizione di tagliare la prima spiga dei cereali e legarla in una specie di amuleto che avrebbe protetto il raccolto dagli spiriti del male; questo gesto veniva chiamato "legare la barba di Veles". Quest'ultimo modo di dire è peraltro simile ad alcune espressioni spiritose sopravvissute in diverse lingue slave meridionali come puna šaka brade (pieno pugno di barba) o, in particolare, primiti boga za bradu ("afferrare un dio per la (sua) barba") che alludono ad un'eccezionale fortuna e arricchimento.

## Veles post-cristiano
Con l'avvento del cristianesimo, Veles venne diviso in personaggi differenti: essendo un dio degli inferi e dei draghi venne ovviamente identificato con il Diavolo ed i suoi lati più benevolenti vennero trasformati in diversi santi cristiani. Come protettore del bestiame, venne associato a San Biagio, popolarmente conosciuto nei paesi slavi come (san) Vlaho, Blaz, o Vlasiy; a Jaroslavl', per esempio, la prima chiesa costruita sul sito del santuario pagano di Veles venne dedicata a San Biagio. In molte storie popolari slave orientali, venne rimpiazzato da San Nicola, probabilmente a causa dei racconti che descrivono il santo come portatore di ricchezza ed una specie di imbroglione.
È degno di nota il fatto che Veles sia riuscito a mantenere così tanti attributi nella mitologia slava senza essere diviso in più personaggi fino all'arrivo del cristianesimo; basti vedere il suo antagonista Perun, che non venne mai considerato nulla più di un dio del tuono e della tempesta, una sfera di influenza veramente ristretta al confronto della versatilità di Veles. Nelle altre mitologie indoeuropee divinità simili venivano schematicamente divise, come per esempio nella mitologia greca, dove almeno quattro personaggi differenti mostrano similitudini con Veles: Pan (musica e bestiame), Ermes (magia e inganno), Ade (morte e inferi) e Tifone (nemico serpentino del dio del tuono Zeus). Solamente nella mitologia celtica è possibile trovare un dio con attributi e complessità paragonabili a Veles: si tratta di Cernunnos, dio dei druidi, della natura, degli animali cornuti e dello sciamanesimo, il cui simbolo era un serpente con la testa da ariete.